# 松多乡慧宁寺
松多乡慧宁寺，位于中国青海省互助县松多乡十八洞沟村，为第八批青海省文物保护单位，公布日期为2008年4月10日，类型为古建筑。
松多乡慧宁寺的历史年代为清。